# Romulus Gabor
Romulus Gabor est un footballeur roumain né le 13 octobre 1961 à Pui. Il était attaquant.

## Carrière
- 1978-1991 : FC Corvinul Hunedoara ( Roumanie)
- 1991-1992 : Diósgyőri VTK ( Hongrie)
- 1992-1993 : Universitatea Cluj ( Roumanie)
- 1993-1994 : Unirea Alba Iulia ( Roumanie)
- 1994-1996 : FC Corvinul Hunedoara ( Roumanie)
- 1996-1997 : FC Inter Sibiu ( Roumanie)
- 1997 : Viitorul Oradea ( Roumanie)